# Kafr Darjan
Kafr Darjan (arab. كفردريان) – wieś w Syrii, w muhafazie Idlib. W 2004 roku liczyła 3580 mieszkańców.